# SpaceX
SpaceX (англ. Space Exploration Technologies Corporation (SpaceX)) — американське аерокосмічне приватне підприємство, що займається будівництвом космічного транспорту, наданням космічних транспортних та комунікаційних послуг. SpaceX є виробником ряду ракет-носіїв, зокрема, сімейства Falcon та двигунів для них, а також космічних кораблів Dragon (у вантажному та пілотованому варіантах). Крім цього компанія розвиває мережу супутників Starlink, за допомогою яких надає послуги швидкого широкосмугового доступу до Всесвітньої мережі. Офіс розташовано в Готорні в Каліфорнії. Компанію створено Ілоном Маском у 2002 році з метою здешевлення виведення вантажів та людей на орбіту та колонізації Марса в майбутньому.
Серед основних досягнень SpaceX: перша приватна ракета на рідкому паливі, що вийшла на орбіту Землі (Falcon 1, 2008), першість серед приватних компаній у доставлені на орбіту та приземлені космічного корабля (Dragon, 2010), першість серед приватних компаній, що відправили корабель до МКС (Dragon, 2012), першість у вертикальному зльоті і посадці орбітальної ракети-носія (Falcon 9 в 2015), першість у кількаразовому використанні орбітальної ракети-носія (Falcon 9, 2017), перша доставка астронавтів до МКС приватною компанією (SpaceX Crew Dragon Demo-2, 2020). SpaceX запустила та використала для повторного запуску Falcon 9 вже понад сотню разів.
Наразі SpaceX займається розробкою надважкої ракети Starship, у якої багаторазовим буде не лише нижній ступінь, а і верхній. У вересні 2018 року SpaceX представила першого пасажира для Starship, що полетить із туристичною місією навколо Місяця — DearMoon. Ним став японський мільярдер Юсаку Маедзава, політ повинен відбутися у 2023 році.
Підрозділ SpaceX Starlink займається виготовленням і запуском супутників зв'язку, що утворюють єдину мережу. Ця мережа робить високошвидкісний інтернет доступним навіть у віддалених від наземних комунікацій місцях. Станом на травень 2022 року SpaceX вже вивели на низьку навколоземну орбіту понад 2400 супутників Starlink. Таким чином, це вже найбільше сузір'я супутників в історії. За планами компанії його розмір має вирости до кільканадцяти тисяч у найближчі роки.

## Історія

### 2001—2004: заснування
2001 року Ілон Маск задумав проєкт «Mars Oasis» з посадки мініатюрної експериментальної теплиці та вирощування рослин на Марсі. Він оголосив, що це «найдальшим місцем, куди добралось життя» у спробі повернути суспільний інтерес до дослідження космосу та збільшити бюджет НАСА. Маск намагався купити дешеві ракети в Російській Федерації, але повернувся з порожніми руками, не змігши знайти ракети за доступною ціною. Під час польоту додому Маск зрозумів, що сам може створити компанію, яка б створювала потрібні йому ракети за доступною ціною. Застосовуючи вертикальну інтеграцію, використовуючи дешеві комерційні готові компоненти, коли це можливо, та приймаючи модульний підхід сучасного програмного забезпечення, Маск вважав, що SpaceX може значно знизити ціну запуску.
На початку 2002 року Маск почав шукати співробітників для своєї нової космічної компанії, яка незабаром отримає назву SpaceX. Маск звернувся до інженера-ракетника Тома Мюллера (пізніше технічного директора SpaceX із двигунів) і запросив його стати його бізнес-партнером. Мюллер погодився працювати на Маска, і таким чином народився SpaceX. Штаб-квартира SpaceX була спочатку на складі в Ель-Сегундо, Каліфорнія. До листопада 2005 року в компанії було 160 співробітників. Маск особисто провів інтерв'ю та схвалив усіх перших співробітників SpaceX, а в одному випадку навіть переконав Ларрі Пейджа перевести співробітницю Google з Сан-Франциско до Лос-Анджелесу, щоб її чоловік, потенційний працівник SpaceX, зміг працювати на компанію.
Маск заявив, що однією з його цілей разом SpaceX є зниження вартості та підвищення надійності доступу до космосу, у кінцевому підсумку вдесятеро.

### 2005—2009:Falcon 1та перший орбітальний запуск
SpaceX розробила свою першу орбітальну ракету-носій Falcon 1 за приватні кошти. Falcon 1 був одноразовою двоступеневою ракетою-носієм легкого класу. Загальна вартість розробки Falcon 1 становила приблизно від 90 до 100 млн $.
У 2005 році SpaceX оголосила про плани впровадити комерційну космічну програму пілотованого корабля до кінця десятиліття, ця програма пізніше стане космічним кораблем Dragon. 2006 року НАСА оголосило, що компанія була однією з двох, вибраних для забезпечення демонстраційних контрактів на поповнення екіпажу та вантажу на МКС за програмою COTS.
Перші два запуски Falcon 1 придбало Міністерством оборони США в рамках програми, яка оцінює нові американські ракети-носії, придатні для використання Агентство передових оборонних дослідницьких проєктів США. Перші три запуски ракети в період з 2006 по 2008 роки закінчилися невдачами. Це майже поклало край компанії, оскільки Маск планував і фінансував для покриття витрат кошти якраз на три запуски; Tesla, SolarCity та особисто Маск були майже банкротами одночасно. Ця ситуація болюче впливала на психічний та фізичний стан Ілона Маска.
Однак ситуація почала покращуватись, коли 28 вересня 2008 року було здійснено перший успішний запуск з четвертої спроби. Маск розділив свої $30 млн, що залишилися, між SpaceX і Tesla, і НАСА уклало перший контракт на Commercial Resupply Services (CRS) із SpaceX в грудні, тим самим фінансово врятувавши компанію. Виходячи з цих факторів і подальших ділових операцій, які вони зробили можливими, Falcon 1 незабаром був знятий з експлуатації, після другого успішного і п'ятого запуску в липні 2009 року; це дало SpaceX змогу зосередити ресурси компанії на розробці більшої орбітальної ракети Falcon 9. У цей час Гвен Шотвелл була підвищена до президента компанії за її роль в успішних переговорах про контракт CRS з НАСА.
У січні 2005 року викупила 10 % частку британської компанії Surrey Satellite Technology Ltd, розробника космічних апаратів.
Кількість співробітників зростала від 160 у листопаді 2005 року до понад 500 в липні 2008-го. Малий штат співробітників порівняно з іншими організаціями, що запускають ракети-носії подібного класу, пов'язаний із прагненням максимально здешевити запуски.

### 2010—2012:Falcon 9,Dragonі контракти НАСА

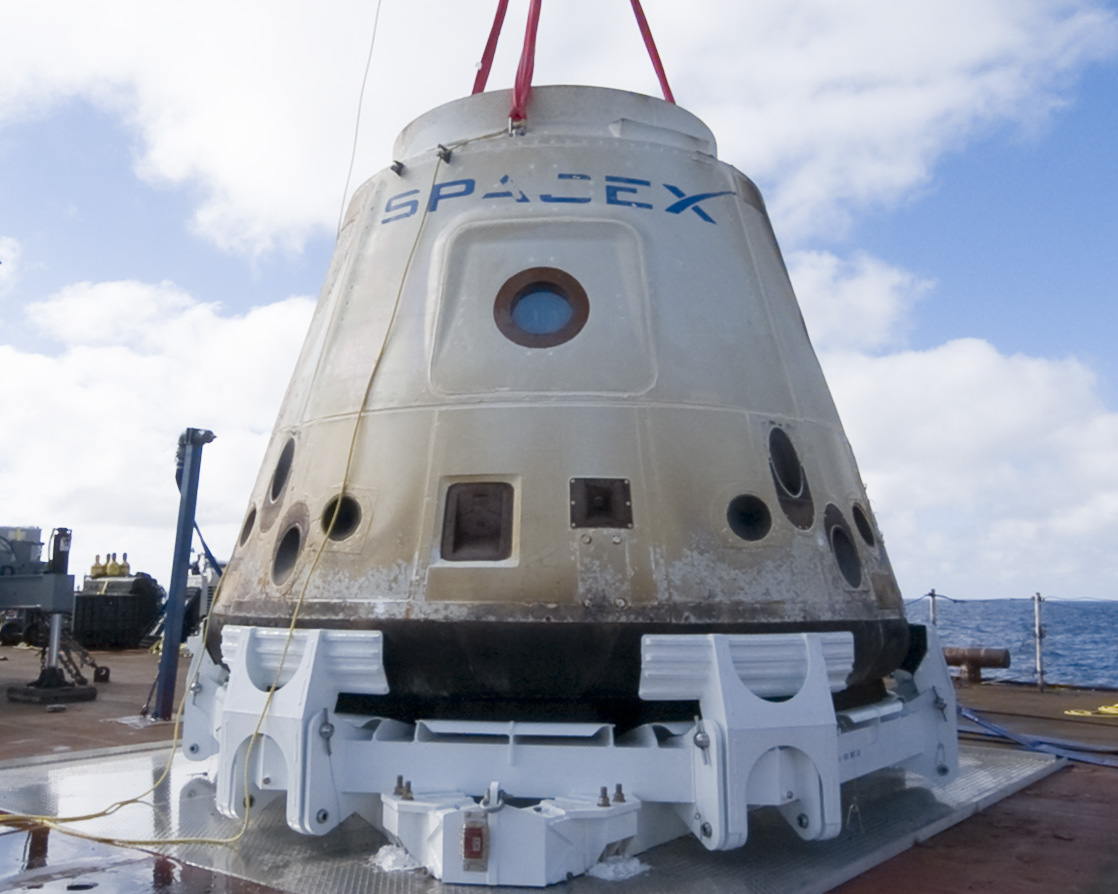
Капсула Dragon після приводнення в океані, грудень 2010, завершення першої операційної місії Dragon COTS-1

Спочатку SpaceX планувала після своєї легкої ракети-носія Falcon 1 працювати ракетою середнього класу, Falcon 5. Натомість у 2005 році SpaceX вирішила продовжити розробку Falcon 9, багаторазового підйомника важчого класу. Розробку Falcon 9 прискорило НАСА, яке зобов'язалося придбати кілька комерційних польотів, якщо будуть продемонстровані конкретні можливості. Початок був покладений від програмою Commercial Orbital Transportation Services (COTS) у 2006 році. Загальна сума контракту склала $278 млн на фінансування розробки космічного корабля Dragon, ракети-носія Falcon 9, і демонстраційних запусків Falcon 9 з Dragon. У рамках цього контракту Falcon 9 був запущений вперше в червні 2010 року з тестовим Dragon Spacecraft Unit, макетом космічного корабля Dragon.
Перший робочий космічний корабель Dragon у вантажному варіанті запущений у грудні 2010 року на борту COTS Demo Flight 1, другого польоту Falcon 9, і успішно повернувся на Землю після двох обертів, виконавши всі цілі своєї місії. До грудня 2010 року виробнича лінія SpaceX виробляла один Falcon 9 і один Dragon кожні три місяці.
У квітні 2011 року, як частину своєї програми розвитку комерційних екіпажів (англ. Commercial Crew Development, CCDev), НАСА уклало контракт на $75 млн з SpaceX на розробку інтегрованої системи евакуації для Dragon під час підготовки до сертифікації корабля як транспортного засобу для екіпажу МКС. У серпні 2012 року НАСА уклало SpaceX твердий контракт на розробку детального проєкту всієї системи транспортування екіпажу. Цей контракт включає численні основні технічні та сертифікаційні етапи, льотні випробування без екіпажу, льотні випробування з екіпажем та шість операційних завдань після сертифікації системи.
На початку 2012 року приблизно дві третини акцій SpaceX належали Маску, а його 70 млн акцій тоді оцінювалися в $875 млн. Вся SpaceX оцінювалась в $1,3 млрд. У травні 2012 року із запуском Dragon C2+ Dragon став першим комерційним космічним кораблем, який доставив вантаж до МКС. Після польоту оцінка приватного капіталу компанії майже подвоїлася до $2,4 млрд або ж $20 за акцію. До того часу SpaceX працювала із загальним фінансуванням приблизно в $1 млрд за перше десятиліття роботи. З них приватний капітал забезпечив приблизно $200 млн, при цьому Маск інвестував приблизно $100 млн власних коштів, інші інвестори вклали приблизно стільки ж.
Активна програма SpaceX з повторного використання ракет-носіїв почалася наприкінці 2012 року з тестування маловисотних та низькошвидкісних аспектів технології приземлення (проєкт Grasshopper). Прототипи Falcon 9 виконували вертикальні зльоти і посадки. Наприкінці 2013 року розпочалися високошвидкісні висотні випробування технології повернення в атмосферу розгінних блоків.

### 2013—2015: комерційні запуски і швидкий ріст

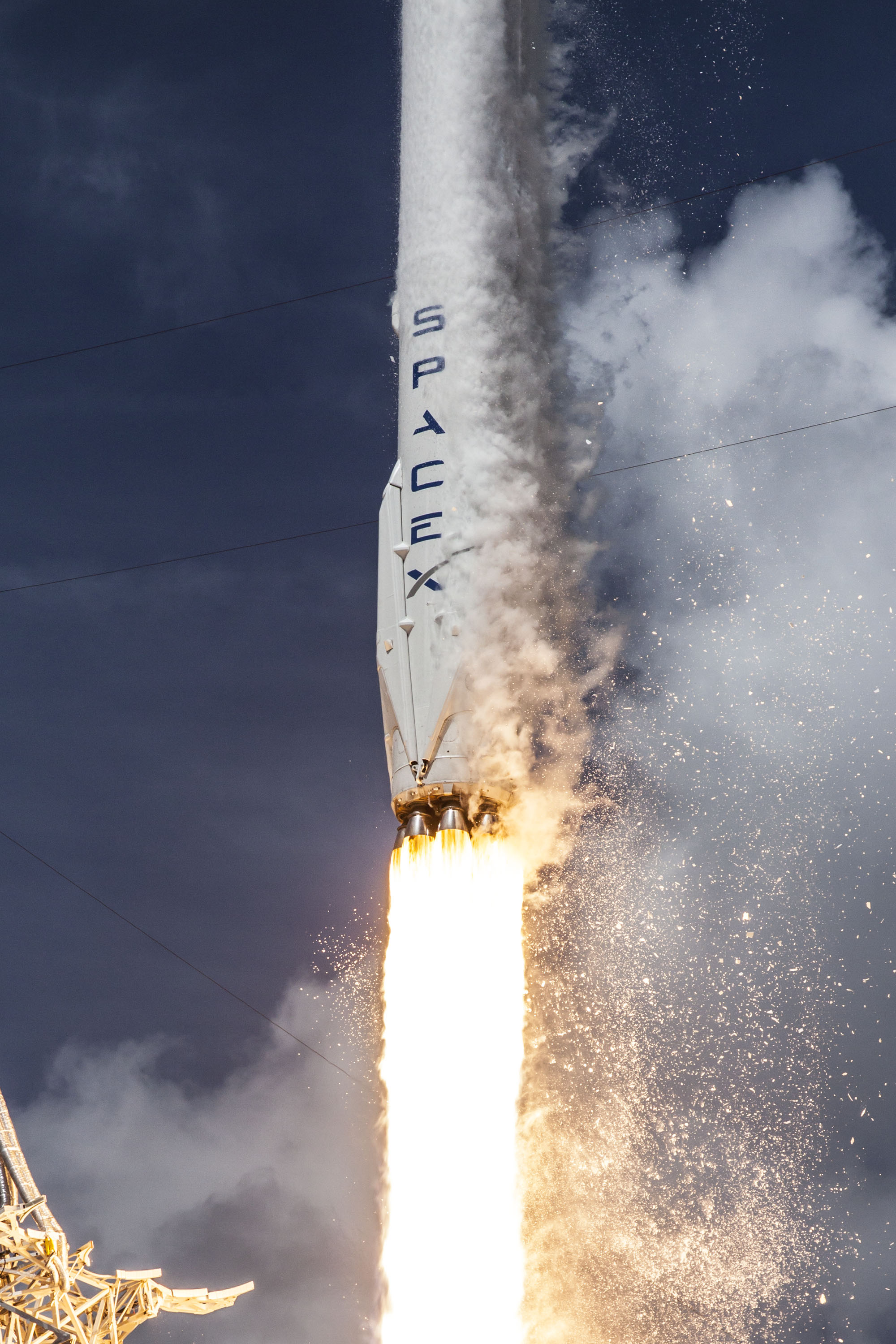
Запуск Falcon 9 з вантажем ORBCOMM OG2-M1, липень 2014 року

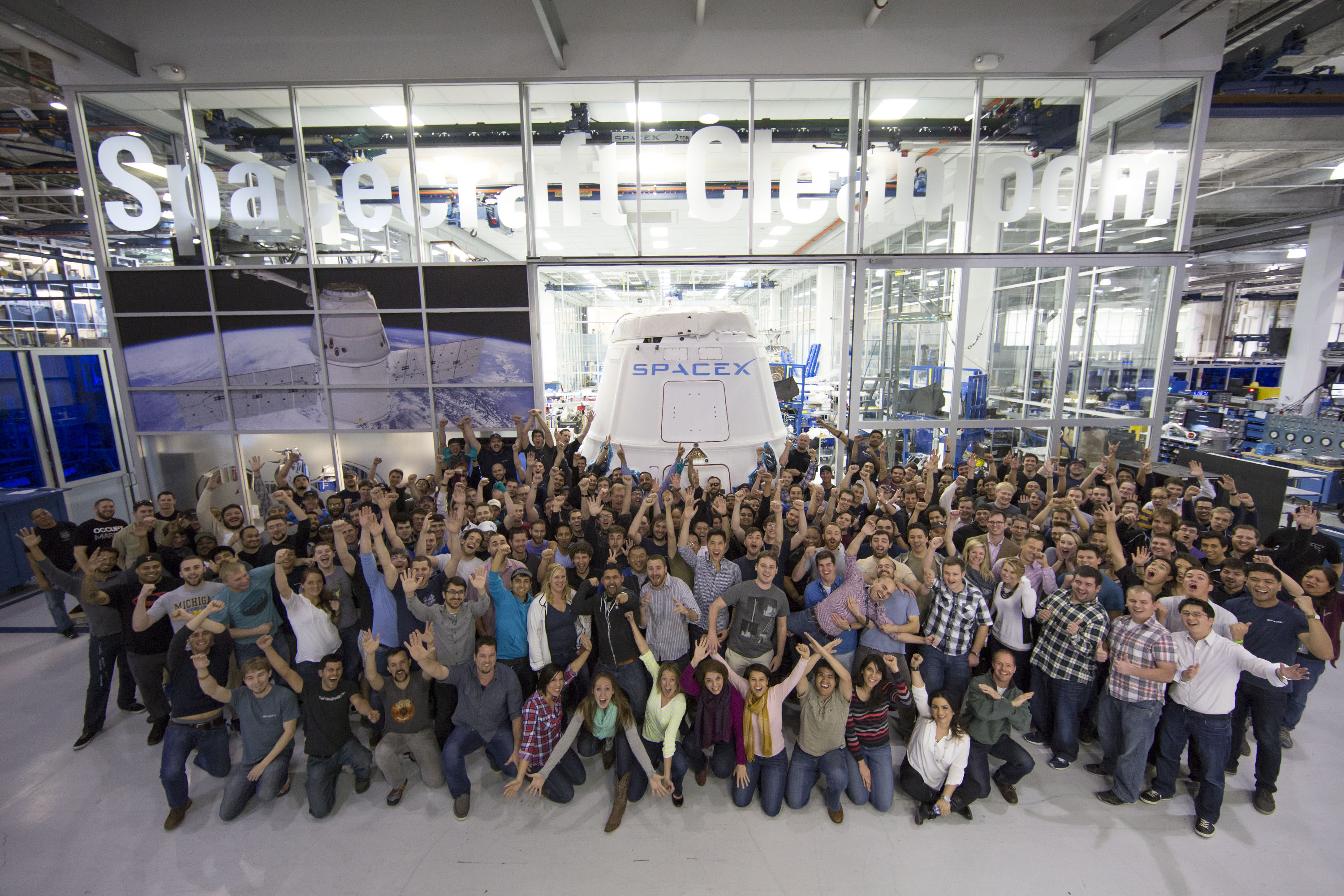
Співробітники SpaceX із Dragon в штаб-квартирі SpaceX в Готорні (Каліфорнія), лютий 2015 року.

SpaceX запустила першу комерційну місію для приватного замовника у 2013 році. 2014 року SpaceX виграла дев'ять контрактів із 20, за які йшла відкрита конкуренція в усьому світі. Того ж року Arianespace попросила європейські уряди надати додаткові субсидії, щоб протистояти конкуренції з боку SpaceX. Починаючи з 2014 року можливості та ціни SpaceX також почали впливати на ринок запусків військового вантажу США, на якому протягом майже десятиліття домінував великий американський постачальник запусків ULA. Монополія дала цьому американському монополісту змогу збільшити ціну за запуск до понад $400 млн на багато років, у той час як SpaceX запропонував ціну вп'ятеро нижчу.
У січні 2015 року SpaceX залучила $1 млрд від Google і Fidelity в обмін на 8,33 % акцій компанії, що означало оцінку компанії приблизно в $12 млрд Того ж місяця SpaceX оголосила про початок розробки нового супутникового сузір'я під назвою Starlink, щоб забезпечити глобальний широкосмуговий Інтернет. У червні наступного року компанія звернулася до федерального уряду з проханням надати дозвіл на початок випробувань проєкту.
Однак шлях до успіху не був легкий. Перша серйозна невдача Falcon 9 сталася наприкінці червня 2015 року, коли під час сьомої місії поповнення МКС CRS-7 ракета-носій вибухнула через дві хвилини після старту. Проблема була пов'язана з невдалою сталевою стійкою завдовжки 2 фути, яка утримувала посудину високого тиску з гелієм. Через прискорення стійка відвалилася, це дало гелію змогу втекти в паливний бак низького тиску, що спричинило аварію.
А на початку вересня 2016 року Falcon 9 вибухнув під час тестового підпалу двигунів. Корисне навантаження, супутник зв'язку Amos-6 вартістю $200 млн, було знищено. Вибух був викликаний тим, що рідкий кисень, який використовується як окиснювач, став настільки холодним, що затвердів і підпалив вуглецеві композитні ємності з гелієм. Компанія перервала запуски на чотири місяці, аж поки не стало достеменно зрозуміло, що пішло не так. SpaceX повернувся до польотів у січні 2017 року.

### 2016—2019: багаторазові ракети і завоювання ринку

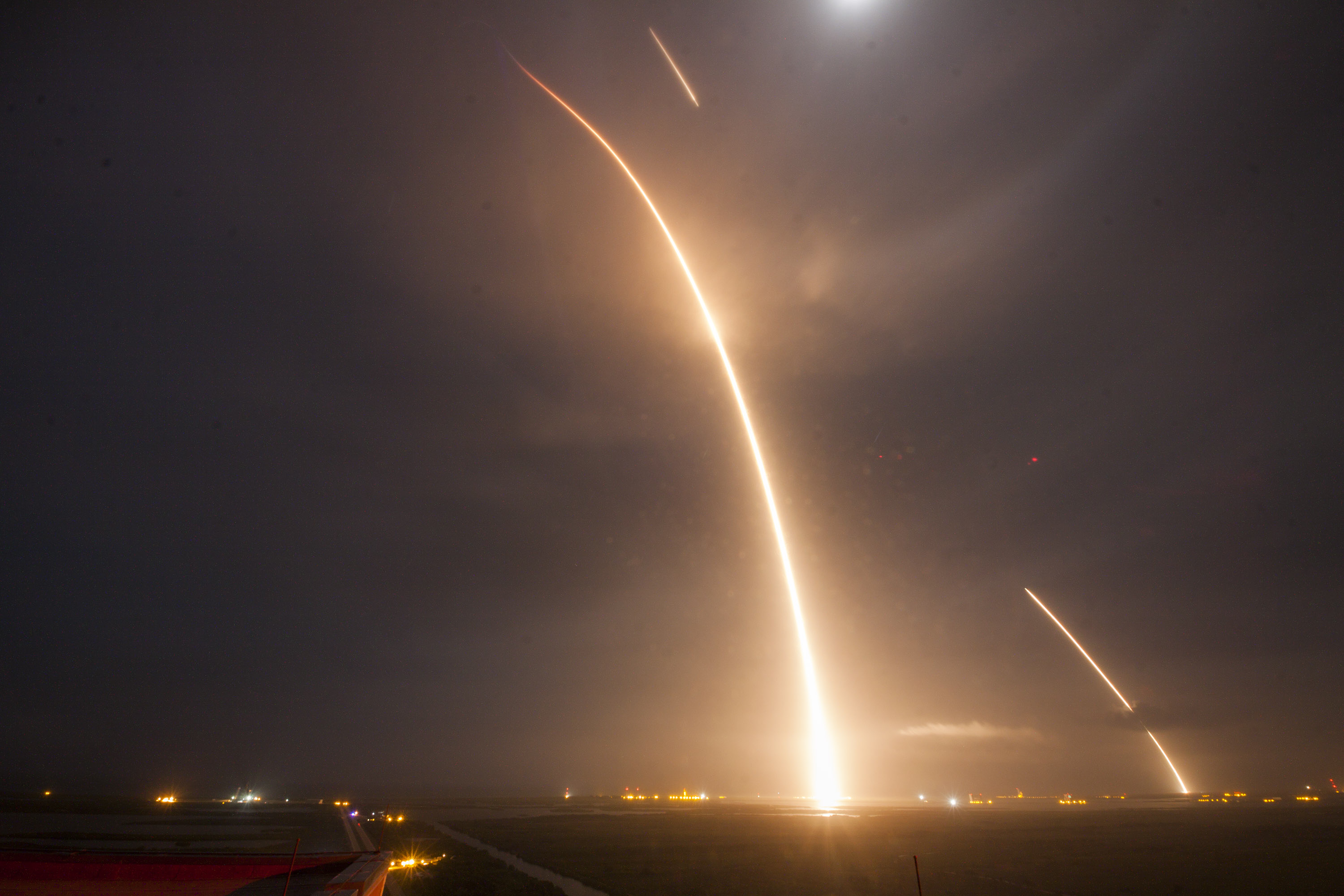
Фото з довгою витримкою запуску (зліва) та приземлення під час запуску Falcon 9 flight 20, перше успішне повернення і вертикальна посадка орбітальної ракети-носія.

SpaceX вперше здійснила успішну посадку та відновила перший ступінь ракети-носія у грудні 2015 року під час запуску Falcon 9 Flight 20. У квітні 2016 року компанія здійснила першу успішну посадку на автономний безпілотний корабель-космопорт (ASDS) Of Course I Still Love You в Атлантичному океані. У жовтні 2016 року, після успішного приземлення, SpaceX повідомила, що пропонує своїм клієнтам знижку в розмірі 10 %, якщо вони вирішать запустити свій корисний вантаж за допомогою Falcon 9 з відновленим першим ступенем.
30 березня 2017 року SpaceX використала повернутий Falcon 9 для виведення супутника SES-10. Це стало першим повторним запуском орбітальної ракети-носія, що несе корисний вантаж, знов у космос. Після успішного запуску перший ступінь знову був приземлений та відновлений, отже це стало також першою посадкою повторно використаної ракети орбітального класу.
Станом на 2017 рік у SpaceX працювало близько 6000 співробітників, компанія мала контракти на 70 запусків загальною вартістю $10 млрд, серед її клієнтів — НАСА, Міністерство оборони США, приватні компанії та уряди різних країн. Починаючи з 2017 року компанія SpaceX займає більш-менш стабільну частку всесвітнього ринку комерційних запусків корисних вантажів на орбіту, приблизно 15-20 %.

### 2019—2025:Starship,Starlinkта пілотовані польоти
11 січня 2019 року SpaceX оголосила, що 10 % своєї робочої сили направить, на проєкти Starship і Starlink. Будівництво перших прототипів і випробування Starship розпочалося на початку 2019 року у Флориді та Техасі. Пізніше того ж року все будівництво та випробування Starship були перенесені на новий стартовий майданчик SpaceX на півдні Техасу. У травні 2019 року SpaceX також запустила першу велику партію з 60 супутників Starlink, розпочавши розгортання того, що наступного року стане найбільшим комерційним сузір'ям супутників у світі.
SpaceX залучила капітал у розмірі $1,33 млрд протягом трьох раундів фінансування у 2019 році. До травня 2019 року оцінка SpaceX зросла до $33,3 млрд і досягла $36 млрд до березня 2020 року.
30 травня 2020 року SpaceX успішно вивела на орбіту двох астронавтів НАСА на космічному кораблі Crew Dragon у рамках місії SpaceX DM-2, що зробило SpaceX першою приватною компанією, яка відправила астронавтів на МКС. Це був перший за 9 років запуск екіпажу з американської землі. Місія була запущена зі стартового комплексу 39A космічного центру Кеннеді (LC-39A) Космічного центру імені Кеннеді у Флориді. Після цього НАСА надала дозвіл на повторне використання космічної капсули Crew Dragon для доставки людей у космос.
Згодом польоти на кораблях SpaceX стали буденністю. На кінець 2021 року компанія успішно запустила вже 5 пілотованих місій на кораблях Dragon 2 у пілотованій версії Crew Dragon. Окрім доставки астронавтів на МКС, було також здійснено благодійну місію SpaceX Inspiration4. У ній одним із чотирьох учасників польоту був мільярдер, глава американської компанії Shift4 Payments 38-річний Джаред Айзекман. До складу екіпажу ввійшли лікар Дитячого лікувально-дослідного госпіталю St. Jude Children's Research Hospital Гейлі Арсено, колишня кандидатка в астронавти НАСА Сіан Проктор і інженер компанії Lockheed Martin Крістофер Семброскі.
7 червня 2020 року стало відомо, що Ілон Маск у корпоративній розсилці заявив, що пріоритетом SpaceX є створення космічного корабля Starship для польотів на Місяць і Марс. Бізнесмен закликав працівників компанії не спочивати на лаврах після успішної місії Crew Dragon.
Станом на березень 2021 року було виконано кілька тестових запусків корабля Starship (SN8, SN9 та SN10). Три з них на висоту 10—12 км. Перші два такі запуски пройшли вдало, проте під час посадки кораблі вибухали. Востаннє, 3 березня 2021 року, Starship SN10 хоч і приземлився вдало, але вибухнув через 2 хв після посадки.
22 травня 2023 року до МКС прибула ракета SpaceX з космічними туристами на борту. Згідно з повідомленням НАСА, астронавти приватної місії Axiom Mission 2 (Ax-2) Пеґґі Вітсон, Джон Шоффнер, Алі аль-Карні та Раяна Барнаві прибули до МКС о 09:12 за східним часом. Приватна місія Ax-2 пробуде там тиждень.
17 січня 2024 року, о 17:11 (за східним часом), тобто о 23:11 (за київським часом), SpaceX здійснив запуск екіпажу астронавтів на МКС у рамках приватної місії Ax-3 компанії Axiom Space. 20 січня 2024 року приватна місія Axiom Mission 3 (Ax-3) прибула до МКС. Подорож групи астронавтів від моменту запуску до МКС тривала 36 годин.
12 вересня 2024 року космічний корабель Polaris Dawn компанії SpaceX піднявся на висоту 738 км над Землею. Капітан і спонсор місії мільярдер Джаред Айзекман та інженер SpaceX Сара Джилліс по черзі вийшли у відкритий космос. На борту залишилися Анна Менон та Скотт Потіт. Уся операція транслювалася наживо.
30 травня 2025 року ракета-носій Falcon 9 вивела на орбіту супутник системи глобального позиціонування третього покоління GPS III для ВПС США. Запуск ракети був здійснений з 40-го стартового комплексу на базі американських Космічних сил на мисі Канаверал у Флориді. Супутник GPS III ВПС США вагою 3,8 т став восьмим апаратом нового покоління, запущеним з 2018 року, і черговим елементом в американському орбітальному угрупуванні з 32 апаратів, які забезпечують сигнал GPS по всьому світу.
18 червня 2025 року, о 23:00 (за місцевим часом), космічний корабель Starship компанії SpaceX під назвою Ship36 вибухнув під час планових випробувань на космодромі Starbase у штаті Техасі (США). За даними NASASpaceflight, вибух стався під час статичного вогневого тесту, приблизно через 30 хв. після початку завантаження палива.

### Підсумки
У квітні 2021 року SpaceX виконала свій 100-й запуск. На кінець 2021 року SpaceX успішно приземлила вже 94 бустерів. Серед них були вже два бустери, які були використані 10 разів.
Протягом 2022 року, згідно з повідомленням компанії CNBC, програма Falcon дала SpaceX змогу здійснити понад 60 пусків багаторазових ракет.
Станом на 14 травня 2025 року, компанія SpaceX запустила 475 ракет Falcon 9. Компанія також має намір подвоїти кількість запусків Falcon, збільшивши їх з 50 до 120 на рік.

### Капіталізація компанії
Згідно з повідомленням компанії CNBC, наприкінці 2022 року SpaceX вдалося залучити $750 млн інвестицій, що збільшило величину капіталізації компанії до $137 млрд. Протягом року SpaceX також вдалося залучити $2 млрд капіталу, і станом на травень 2022 року капіталізація бізнесу компанії оцінювалася в $127 млрд. Поточний раунд інвестицій на загальну суму $750 млн має очолити компанія Andreessen Horowitz. Серед перших інвесторів SpaceX були Founders Fund, Sequoia, Gigafund та багато інших.
Влітку 2023 року ринкова капіталізація SpaceX оцінювалася в $150 млрд. За повідомленням Bloomberg до кінця року ринкова капіталізація компанії SpaceX може збільшитися на $25 млрд. Таким чином, SpaceX має увійти до 75 найбільших компаній світу. При досягненні капіталізації $175 млрд SpaceX досягне рівня T-Mobile і Nike, капіталізація яких оцінюється на $1 млрд і $2 млрд менше, відповідно.

### Угоди
У січні 2016 року, згідно з повідомленням НАСА, SpaceX виграла контракт на доставку вантажів до МКС по другій фазі програми Commercial Resupply Services, яка розрахована на 2019—2024 роки.
У вересні 2021 року, компанія разом з Blue Origin та трьома іншими приватними компаніями отримала від НАСА $146 млн на розробку проєктів місячних посадкових модулів.
1 вересня 2023 року, за повідомленням інформаційного агентства Bloomberg, компанія SpaceX уклала свій перший контракт із Космічними силами США на надання супутникового зв'язку військовим за допомогою системи Starshield. Система буде заснована на базі Starlink, але матиме додаткові можливості для захисту національної безпеки США. Угода між SpaceX та Космічними силами США розрахована на рік, максимальні витрати за контрактом — $70 млн.

## Продукція компанії

Зліва направо: Falcon 1, Falcon 9 v1.0, три варіанти Falcon 9 v1.1, три варіанти Falcon 9 v1.2 (Full thrust), два варіанти Falcon 9 v1.2, і Falcon Heavy.

### Ракети-носії
Станом на 2022 рік SpaceX розробила три ракети-носії, дві з яких продовжують серійно виготовлятись та запускати вантажі у космос. Першою ракетою компанії була Falcon 1, яка зробила свій перший успішний політ 28 вересня 2008 року. Це була ракета-носій легкого класу, виробництво якої було припинено вже в 2009 році. Другою стала ракета-носій середнього класу Falcon 9, яка успішно вийшла на заплановану орбіту уже при першому запуску 4 червня 2010 року. Наступною закінченою розробкою стала Falcon Heavy — ракета-носій важкого класу, перший політ якої відбувся у 2018 році. 2022 року компанія продовжує активно розробляти та випробовувати ракету надважкого класу — Starship.

#### Falcon 1
Перший запуск ракети Falcon 1 планувався на авіабазі Ванденберг. Запуск носія був перенесений з VAFB через затримки і, врешті-решт, 24 березня 2006 року стартував з атола Кваджалейн, що на Маршаллових островах. Для Випробувального центру імені Рейгана, з якого відбувся пуск, це була перша спроба виведення ракетою на орбіту вантажу з цього майданчика.
Falcon 1 був невеликим, частково багаторазовим носієм, здатним виводити кілька сотень кілограмів на низьку навколоземну орбіту. Він також функціонував як стенд для розробки концепцій і компонентів для більшої ракети-носія Falcon 9.
Falcon 1 здійснив свій перший успішний комерційний політ із виведення корисного вантажу на орбіту 13 липня 2009 року. Це був п'ятий і останній запуск Falcon 1. З п'яти пусків між 2006 і 2009 роками лише два були успішними. Falcon 1 став першою приватною рідкопаливною ракетою-носієм, що досягла орбіти.

#### Falcon 9

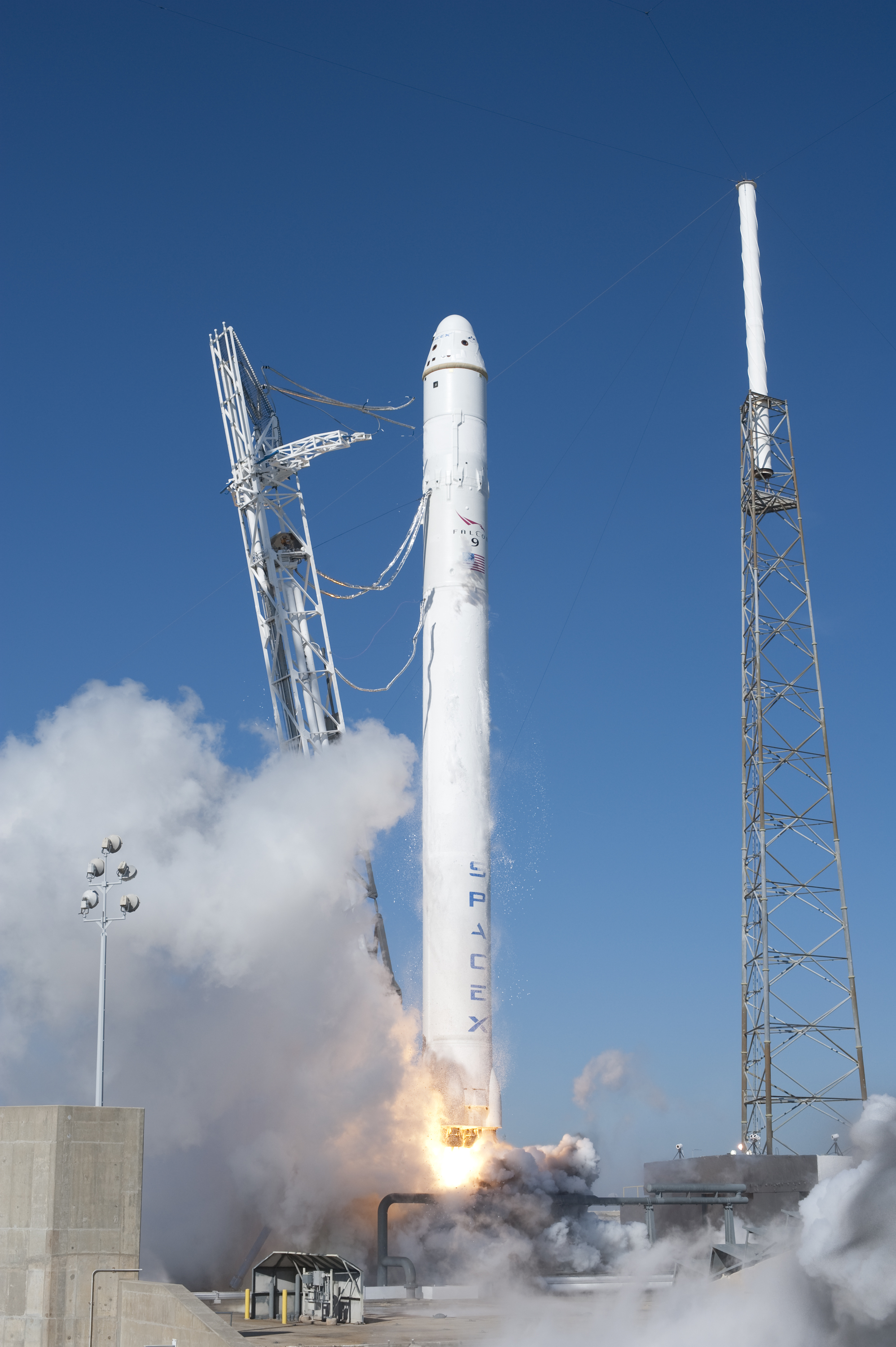
Тестовий політ Falcon 9

8 вересня 2005 року SpaceX оголосила про розробку Falcon 9 — ракети, що має дев'ять двигунів Merlin на першому ступені конкурує з ракетами Дельта IV і Atlas V. Обидва ступені були розроблені для повторного використання. Falcon 9 — це ракета-носій середнього класу, яка може, залежно від конфігурації, вивести на низьку опорну орбіту від 10 450 до 22 800 кг.
Перший носій Falcon 9 був зібраний на мисі Канаверал 30 грудня 2008 року. Перший політ кілька разів відкладався і відбувся 4 червня 2010 року, о 2:50 вечора EST Falcon 9 успішно досяг орбіти. А вже третій старт Falcon 9 22 травня 2010 року COTS Demo Flight 2 успішно вивів вантажний космічний корабель Dragon на орбіту, після чого він стикувався з МКС. Це була перша доставка вантажу на станцію приватною фірмою.
22 грудня 2015 року перший ступінь ракети-носія Falcon 9 Full Thrust, яка вивела на орбіту 11 супутників Orbcomm OG2, успішно здійснив посадку на спеціальний майданчик на мисі Канаверал. Це був перший в історії космонавтики запуск ракети-носія, яка вивела на орбіту корисне навантаження та здійснила м'яку посадку на землю.
Falcon 9 розвинулась у сімейство носіїв різних модифікацій і потужностей:
- Falcon 9 v1.1[en]. Версія розроблялась протягом 2011—2013 років, перший політ відбувся у вересні 2013 року[83], а останній — у лютому 2016 року[84]. Falcon 9 v1.1 була на 60 % важчим носієм, із збільшеною, відповідно, на 60 % тягою[85] за рахунок заміни двигунів Merlin 1C на потужніші Merlin 1D.
- Falcon 9 Full Thrust, також знаний як Falcon 9 v1.2, — третя версія SpaceX Falcon 9 орбітальної ракети-носія. Це суттєво оновлена версія ракети-носія Falcon 9 v1.1, яка здійснила останній політ у січні 2016 року. Проєктувалась у 2014—2015 роках. У грудні 2015 версія Falcon 9 Full Thrust здійснила перший запуск на орбіту з вертикальним приземленням першого багаторазового ступеня. Були вдосконалені двигуни першого і другого ступеня, збільшений паливний бак другого ступеня і паливне ущільнення, носій здатен виводити корисне навантаження на геостаціонарну орбіту і здійснювати приземлення для повторного використання[86].
- Falcon 9 Block 5 — фінальна модифікація ракети Falcon 9. У новій модифікації збільшена тяга на всіх двигунах, вдосконалені посадкові стійки, покращено багаторазовий перший ступінь. Після першого польоту в травні 2018 року, станом на травень 2022 року, Falcon 9 Block 5 здійснив понад 90 успішних виведень на орбіту.
- Falcon 9 — у межах місії Transporter-8, 12 червня 2023 року, SpaceX 200-й раз здійснила посадку ступеня орбітальної ракети[87].

#### Falcon Heavy
Falcon Heavy — ракета-носій важкого класу, що була вперше запущена в лютому 2018 року. Під час першого запуску ракета вивела на ГЦО автомобіль Tesla Roadster Ілона Маска. Falcon Heavy була заявлена найпотужнішою діючою ракетою у світі на момент свого запуску, з можливістю виводити на НОО понад 63 тони корисного вантажу. Станом на квітень 2022 ракета здійснила 3 запуски, однак жодного разу не використовувалась для виводу вантажів понад 10 тонн.
28 липня 2023 року, об 11:04 p.m. ET, зі стартового комплексу 39A (LC-39A) Космічного центру імені Кеннеді у штаті Флориді (США) було здійснено запуск ракети-носія Falcon Heavy, яка вивела на геосинхронну перехідну орбіту найбільший комерційний супутник Jupiter 3. Приблизно через 3,5 години після старту супутник Jupiter 3 був розгорнутий на навколоземній орбіті. Це вже третій запуск ракети Falcon Heavy у 2023 році та 51-ша космічна місія компанії SpaceX з початку цього року. Зліт і посадка важких бічних прискорювачів Falcon Heavy, які раніше підтримували USSF-44 і USSF-67, відбулися в штатному режимі. Супутник Jupiter 3, який належить компанії EchoStar, має вагу понад 9 тонн і розміром приблизно з автобус. Він забезпечить бездротове підключення до інтернету в Північній і Південній Америці.

#### Скасовані та закриті проєкти
За свою історію SpaceX мала також ряд скасованих, нереалізованих і закритих проєктів. До таких можна віднести, наприклад, проєкт-демонстратор Grasshopper. Це літальний стенд, збудований з метою розробки і тестування технологій, необхідних компанії. У цьому проєкті компанія відпрацьовувала технологію ретрореактивної м'якої посадки ракети-носія. Запуски на висоту до кілька сотень метрів тривали у 2012—2013 роках. Серед скасованих проєктів можна відзначити Falcon 5 — проміжну ракети між легкою Falcon 1 та середньо-важкою Falcon 9.

### Ракетні двигуни

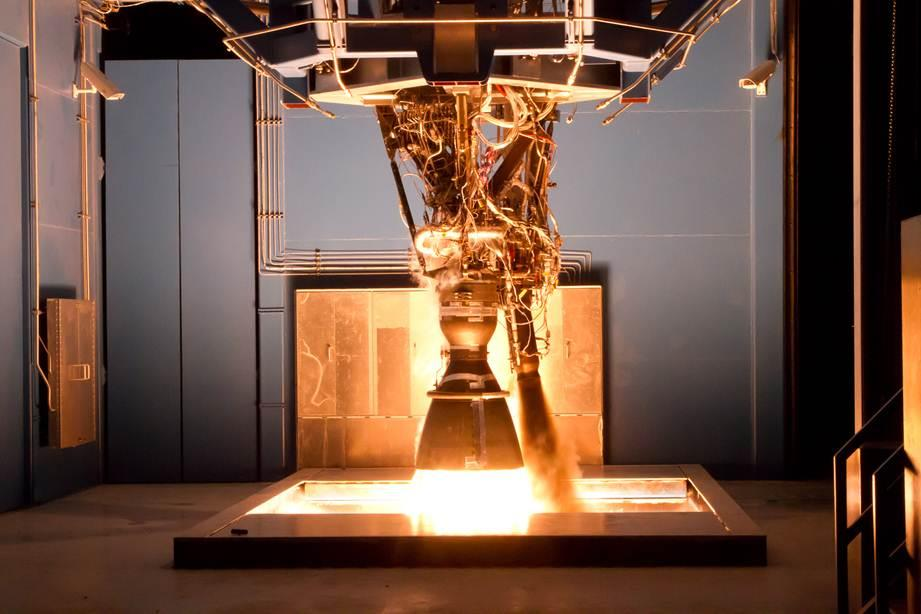
Ракетний двигун Merlin 1D проходить вогневі випробування в ракетному центрі розробки і тестування SpaceX у Макгрегорі, штат Техас.

З моменту заснування SpaceX у 2002 році, ця компанія розробила кілька ракетних двигунів — Merlin, Kestrel та Raptor для використання в ракетах-носіях, Draco для реактивної системи керуання космічних кораблів серії Dragon і SuperDraco для можливості екстреного переривання запуску в кораблі Crew Dragon.
Merlin — це сімейство ракетних двигунів, які використовують рідкий кисень (LOX) і паливо РП-1 в циклі живлення газогенератора. Merlin вперше використовувався для як двигун першого ступеня Falcon 1, а тепер використовується на обох ступенях Falcon 9 і Falcon Heavy.
Kestrel — це LOX/RP-1 ракетний двигун із витісною схемою подачі пального, що використовувався як основний двигун на другому ступені ракети Falcon 1 rocket's. Він побудований за такою ж архітектурою, що і двигун Merlin, але не має турбо-наддуву, а пальне в ньому подається просто під тиском. Сопло Kestrel виконане з високоміцного сплаву ніобію.
Draco та SuperDraco — це гіперголічні рідинні ракетні двигуни, що використовують метилгідразинове як паливо та азотний тетраоксид як окисник. Підрулювачі Draco можуть генерувати 400 Н тяги, вони використовуються в реактивній системі керування космічних кораблів Dragon і Dragon 2. SuperDraco набагато потужніший, він розвиває тягу до 73 кН. Вісім двигунів SuperDraco дали можливість реалізувати систему порятунку при запуску для пілотованого корабля Dragon 2 у випадку сценарію аборту.
Raptor — це нова сім'я рідиннокисневих рідиннометанових ракетних двигунів повного закритого циклу, створені для роботи на першому й другому ступені системи Starship. Перші вогневі випробування пройшли в другій половині 2016 року. 3 квітня 2019 року SpaceX провела статичні вогневі випробовування цих двигунів у Техасі на своєму Starhopper — спеціальному тестовому носії для низьковисотних випробовувань. Того ж року Raptor підійняв Starhopper до висоти 20 м. Тестові запуски Starship із двигунами Raptor почались у 2020 році і, станом на 2022 рік, досі тривають.

### Starship
Starship — це система космічного запуску багаторазового використання, що належить до надважких ракет-носіїв, яка станом на 2022 рік розробляється американською компанією SpaceX. До системи входить багаторазовий перший ступінь Super Heavy, а також багаторазовий другий ступінь, який є водночас гігантським космічним кораблем. Назву Starship вживають, як на позначення системи в цілому, так і для лише другого ступеня. Заявлена вантажопідйомність Starship — від 100 до 150 тонн, залежно від конфігурації, що робить цю ракету однією з найпотужніших в історії людства.
Вперше Ілон Маск оголосив про розробку гігантської космічної транспортної системи в вересні 2016 року після вогневого випробування нового двигуна Raptor для цієї системи.
10 грудня 2020 року SpaceX почала масштабні льотні випробування прототипу корабля Starship зі зразка з номером SN8. Запуск та підйом на 12,5 км і точне управління закрилками ракети до точки посадки пройшли вдало, але через замалий тиск палива один із трьох двигунів не працював, тому швидкість приземлення була завеликою, внаслідок чого прототип космічного корабля вдарився об майданчик для посадок і вибухнув.
Станом на травень 2021 року було зроблено кілька тестових запусків корабля Starship (SN8, SN9, SN10, SN15) на висоту 10—12 км. Перші два такі запуски пройшли вдало, проте під час посадки кораблі вибухали, а Starship SN10, хоч і приземлився вдало, але через дві хвилини після посадки вибухнув. Запуск SN15 в травні 2021 року закінчився повним успіхом: ракета піднялась на висоту понад 10 км і м'яко приземлилась. Після огляду було повідомлено про можливість повторного запуску.
6 червня 2024 року компанія SpaceX здійснила четвертий запуск космічного корабля Starship. Вперше вдалось успішно повернути на Землю обидва ступені. Під час польоту було перевірено здатність Super Heavy й Starship приземлятись на воду. Через дві години надважка ракета приводнилась у Мексиканській затоці, а корабель — в Індійському океані.

### Космічний корабель Dragon

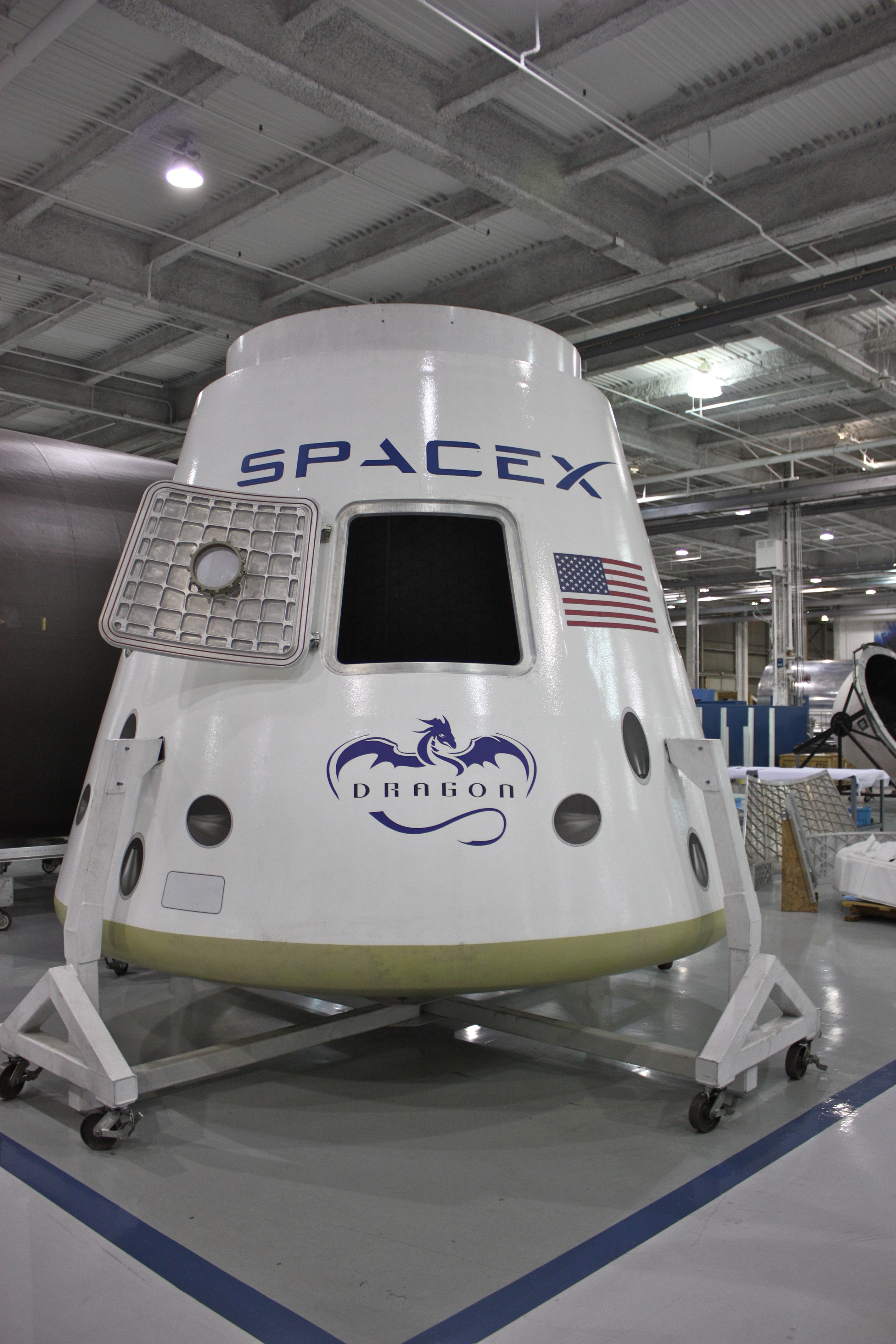
Космічний апарат Dragon

Компанія SpaceX розробила перший приватний транспортний космічний корабель Dragon в вантажному та пілотованому варіанті. Він був розроблений на замовлення НАСА в рамках програми Commercial Orbital Transportation Services (COTS) і призначений для доставки та повернення корисного вантажу і людей на МКС. Виводиться в космос ракетою-носієм Falcon 9. SpaceX використовує зараз вже друге покоління цих кораблів. З жовтня 2012 року до листопада 2023 року компанія SpaceX здійснила 29 пусків вантажних кораблів Cargo Dragon до МКС.

#### Dragon
Корабель — конусна балістична капсула, здатна вміщувати 7 осіб, або екіпаж і вантажі, для доставки на низьку навколоземну орбіту і повернення на Землю. Носовий конус транспортного корабля має відкидну кришку, через яку можна відкрити стандартний шлюз після приєднання до американського сегмента МКС.
Перший політ демонстраційного макета корабля Dragon відбувся 4 червня 2010 року зі стартового комплексу № 40 на мисі Канаверал під час першого польоту Falcon 9. Хоча макету «Dragon» бракувало авіоніки, теплозахисного екрана, а також інших ключових елементів космічного апарата, Dragon був запущений 8 грудня 2010 року, а в другому запуску Falcon 9, він вже штатно повернувся на Землю після двох обертів навколо Землі.
Під час четвертого польоту, здійсненого 8 жовтня 2012 року, космічний корабель Falcon 9 вперше вивів на потрібну орбіту корабель Dragon, який через кілька днів доставив вантаж на МКС.
8 квітня 2016 року, під час 10-го запуску космічного корабля Dragon у рамках місії CRS-8 було здійснено успішну посадку першого ступеня ракети-носія на плавучу платформу ASDS «Of Course I Still Love You» в Атлантичному океані. Всього SpaceX побудувала 14 таких кораблів і здійснила 23 запуски, один із яких невдало. Останній запуск корабля першого покоління відбувся 7 березня 2020 року.

#### Dragon 2
Dragon 2 — друге покоління кораблів, які вже існують у пілотованій версії, теж були розроблені на замовленням НАСА у рамках Commercial Crew Development, призначені для доставки людей на МКС і повернення їх на Землю. Ця пасажирська версія космічного корабля була презентована 30 травня 2014 Ілоном Маском. Перший пілотований політ відбувся в травні 2020 року успішно, у грудні цього ж року полетіла вантажна версія для доставки корисного вантажу на МКС.
Версія Dragon XL була презентована компанією для подорожей до Lunar Gateway. Вона була розроблена за програмою Gateway Logistics Services від НАСА. Цей корабель виводитиметься вже потужнішою ракетою Falcon Heavy і зможе доставити 5 тонн корисного вантажу на станцію Gateway. Dragon XL зможе провести пристикованим до станції 6 місяців.
НАСА планувало відправити екіпаж до МКС 15 серпня 2023 року. Однак SpaceX оголосила, що старт переноситься на 23 серпня. Раніше було ухвалено рішення про перенесення запуску на 17 серпня. Причиною зміщення графіка є те, що в липні 2023 року SpaceX відправила в космос надважку ракету Falcon Heavy не з першої спроби. Річ у тім, що Falcon Heavy використовувала той самий стартовий майданчик, що й Falcon 9 із космічним кораблем Dragon Endurance, тому фахівцям потрібно більше часу на підготовку.

### Автономні безпілотні кораблі-космопорти

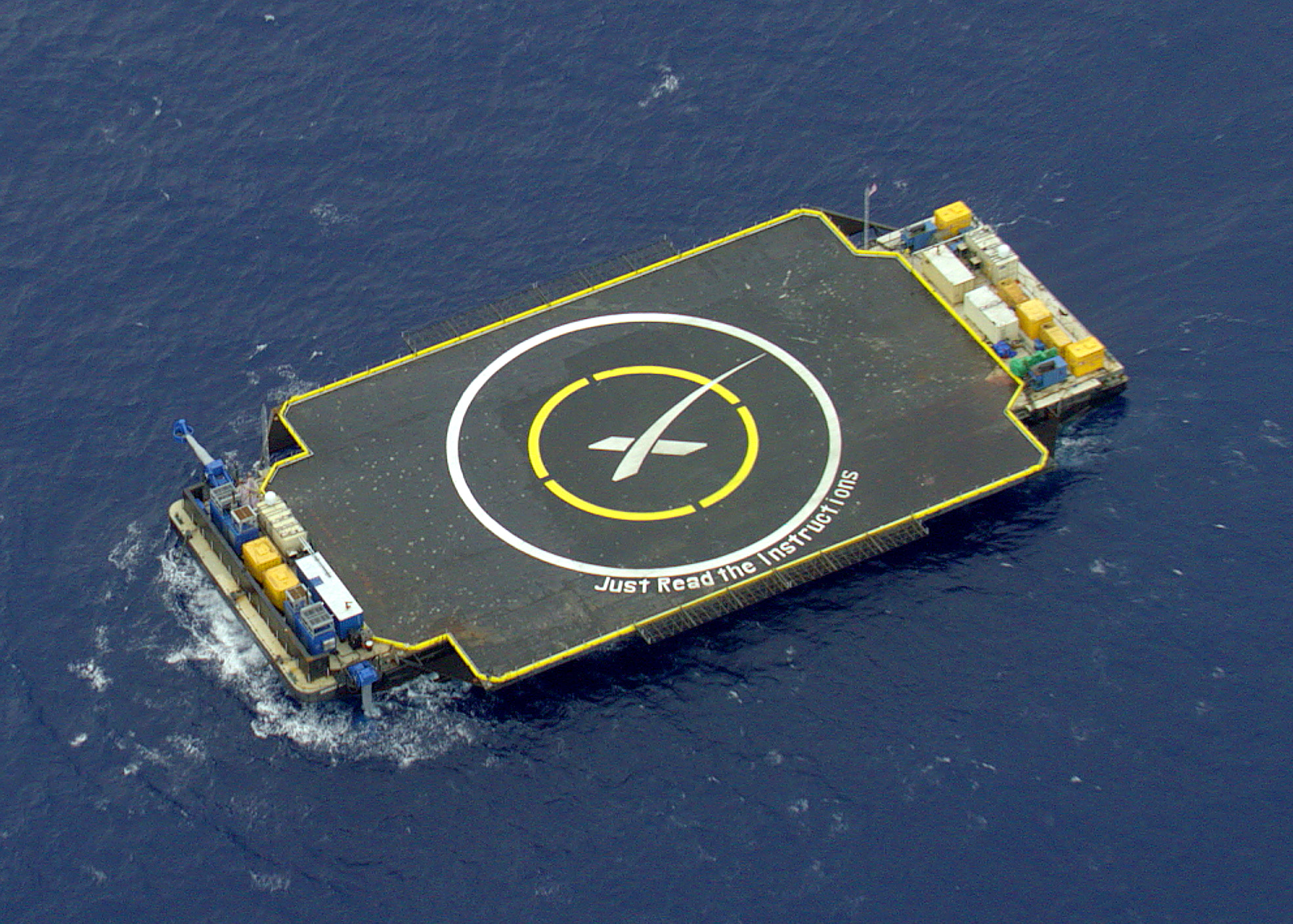
Автономний безпілотний корабель-космопорт готується прийняти Falcon 9 Flight 17, що виконував місію CRS-6.

Станом на 2022 SpaceX рутинно повертає перші ступені ракет-носіїв Falcon 9 і Falcon Heavy після орбітальних запусків. Ракета виконує політ і приземляється на заздалегідь визначене місце приземлення, використовуючи тільки власну реактивну тягу. Коли запаси палива унеможливлюють повернення до місця запуску, ракети повертаються на плавучу посадкову платформу в океані, які і носять назву автономних космопортних дронів. Станом на 2022 рік SpaceX побудувала три таких платформи, на рахунку кожної вже десятки успішних посадок.
У планах компанії — також презентувати плавучі космопорти для запуску ракет. З таких плавучих платформ для запуску могла б стартувати навіть система Starship. SpaceX планує переобладнати плавучі нафтові вишки для переобладнання їх у космодроми до середини 2020-х років. Було придбано вже 2 нафтові бурові платформи з цією ціллю.

### Starlink
Starlink — це сузір'я інтернет-супутників, яку розвиває SpaceX. Інтернет-сервіс використовуватиме 12 000 супутників зв'язку, що комунікують за допомогою лазерного зв'язку поміж собою, на орбітах заввишки до 570 км. Метою цього бізнесу, який належить і керується SpaceX, є підвищення прибутковості та грошового потоку, щоб дати SpaceX змогу побудувати свою колонію на Марсі. Розробка почалася в 2015 році, початкові прототипи супутників для випробування були запущені в рамках місії SpaceX Paz у 2017 році. У травні 2019 року SpaceX запустила першу партію з 60 супутників на борту Falcon 9. До березня 2022 року SpaceX запустила 2091 супутник Starlink. Початкова тестова експлуатація сузір'я почалася наприкінці 2020 року.
Після закінчення розгортання супутникового сузір'я, яке заплановане на другу половину 2020-х років, Starlink зможе надавати до доступ широкосмугового інтернету з низьким пінгом у будь-якій точці планети. Станом на 2022 рік Starlink вже має кілька сотень тисяч користувачів, а її послуги використовуються в різних екстремальних локаціях та ситуаціях. Зокрема, Starlink почала надавати доступ до супутникового інтернету в Україні після початку масштабного вторгнення Росії в Україну та значного руйнування цивільної інфраструктури.

#### Світлове забруднення
Запланована і вже запущена величезна кількість супутників Starlink піддається критиці з боку астрономів через те ще, що вона погіршує ситуацію зі світловим забрудненням, адже супутники, перебуваючи на низькій орбіті, у вечірні і ранкові години відбивають світло Сонця і є достатньо яскравими як в оптичному, так і в радіодіапазоні, на якому вони передають сигнал, щоб заважати академічним дослідженням космосу. У відповідь на цю критику SpaceX імплементував ряд поліпшень у супутниках Starlink, націлених на зниження їхньої яскравості при роботі на орбіті.

### Інші проєкти

#### Змагання капсул Hyperloop
У червні 2015 року SpaceX оголосила, що вона спонсоруватиме змагання капсул Hyperloop, і для цього побудує 1,6-кілометровий тестовий трек-тунель поблизу штаб-квартири SpaceX — щоб проводити там ці змагання. З 2017 року компанія почала проводити змагання, провівши чотири до 2019 року. Станом на 2021 рік проведення призупинено, оскільки заплановано перейти до змагань на більшій ділянці, який включатиме поворот на шляху.

#### Оптична мережа у програмі SDA PWSA
4 вересня 2024 року два супутники, створені SpaceX, успішно обмінялися даними за допомогою терміналів оптичного зв'язку, що стало важливою подією для Агентства космічного розвитку США (SDA). Супутники, що є частиною експериментального космічного корабля SDA Tranche 0 на низькій навколоземній орбіті, використовували для зв'язку лазерні термінали виробництва Tesat-Spacecom. Це вперше, коли агентство продемонструвало лазерний зв'язок у космосі за допомогою оптичних терміналів, які відповідають військовим стандартам, необхідним для супутників SDA. Випробування лазерного зв'язку стало важливим кроком у програмі SDA Proliferated Warfighter Space Architecture (PWSA). PWSA має на меті створити мережу із сотень невеликих супутників для посилення можливостей військового зв'язку та спостереження.

## Виробничі потужності та об'єкти компанії

### Штаб-квартира та виробничі потужності

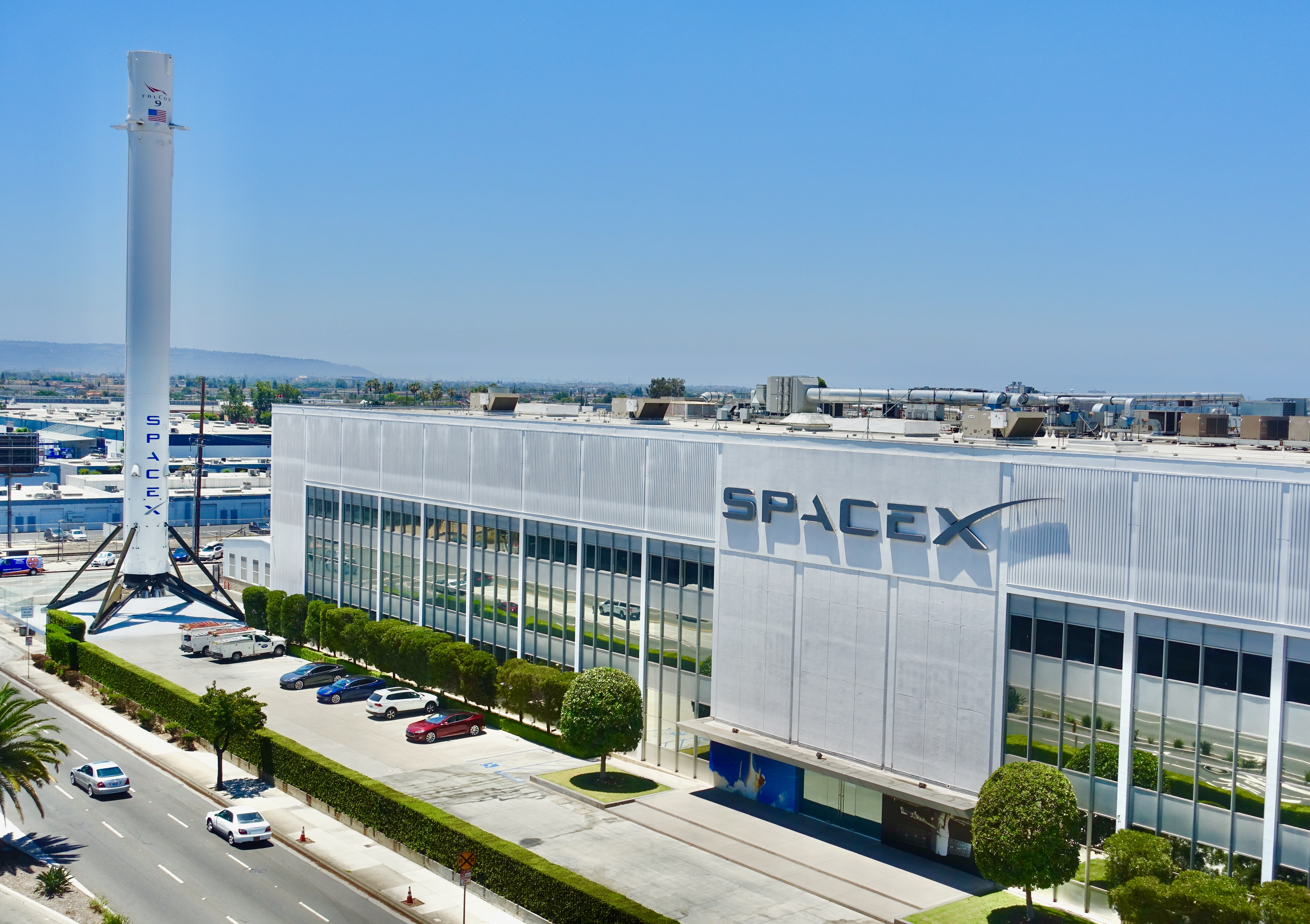
Штаб-квартира компанії в Готорні, Каліфорнія

Штаб-квартира SpaceX розташована в Готорні, Каліфорнія, це передмістя Лос-Анджелеса (США). Велика триповерхова будівля, що була свого часу зведена Northrop Corporation для того, щоб будувати там фюзеляжі Boeing 747 тепер вміщає офіси SpaceX, центр контролю місій та потужності з виробництва Falcon 9.
SpaceX є компанією з сильною вертикальною інтеграцією у виробництві ракет та ракетних двигунів. Вона будує свої двигуни, ступені ракет, космічні кораблі, виготовляє свою авіоніку і забезпечує це все власним програмним забезпеченням під одним дахом у Готорні, що є нетиповим для космічної індустрії.

### Розробницькі та тестові центри
SpaceX тестує свої ракети в своєму Центрі розробки та тестування ракет у Макгрегорі, штат Техас (США). Усі ракетні двигуни тестуються на ракетних тестових стендах. У Макгрегорі також відбувалось тестування вертикального зльоту та посадки прототипу Falcon 9 — Grasshopper у 2012—2013 роках. Тестування значно габаритніших прототипів Starship відбувається на базі SpaceX Starbase на півдні Техасу.

### Стартові майданчики

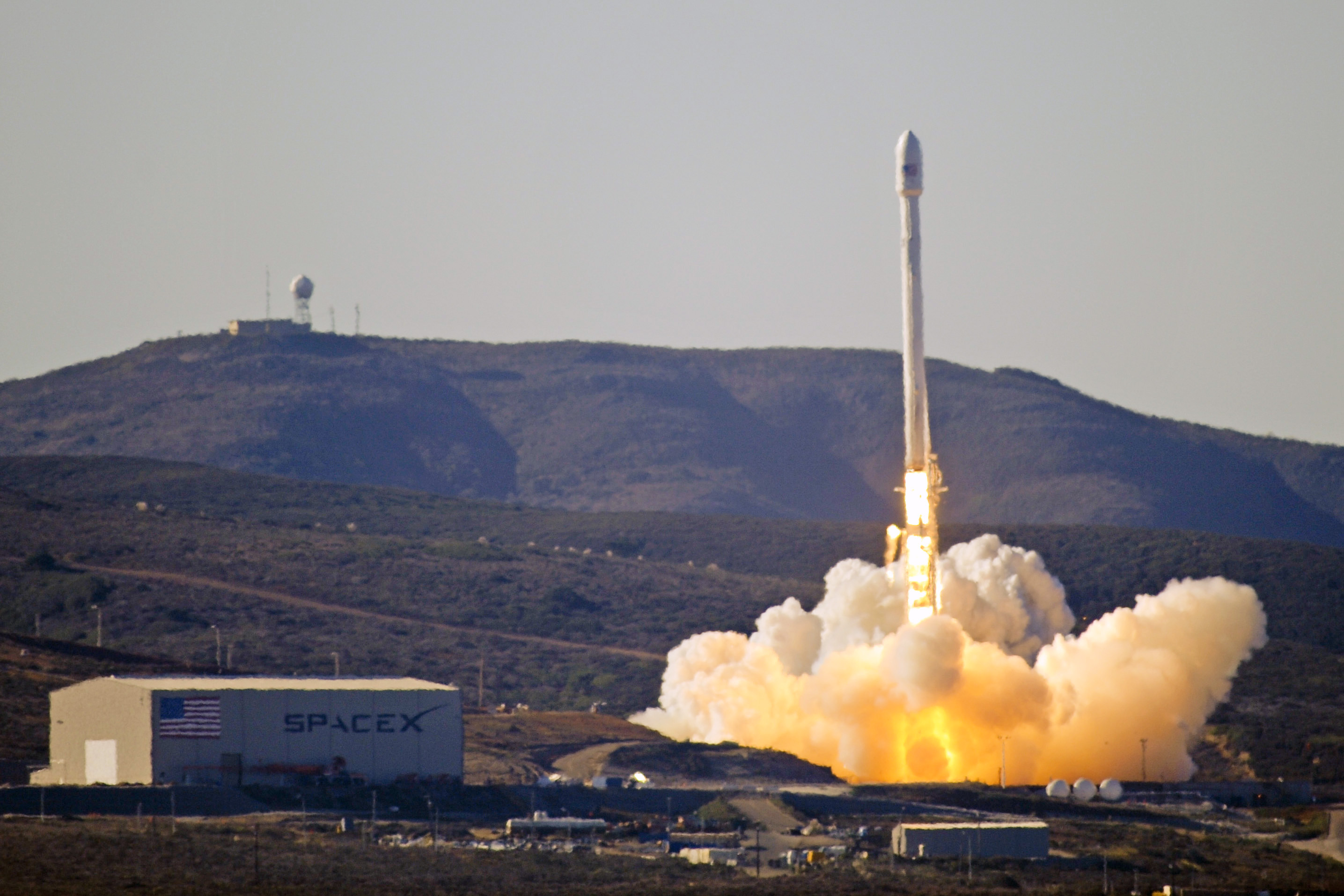
Перший запуск Falcon 9 v1.1 зі стартового майданчика SLC-4E

Станом на 2022 рік SpaceX використовує чотири стартові комплекси:

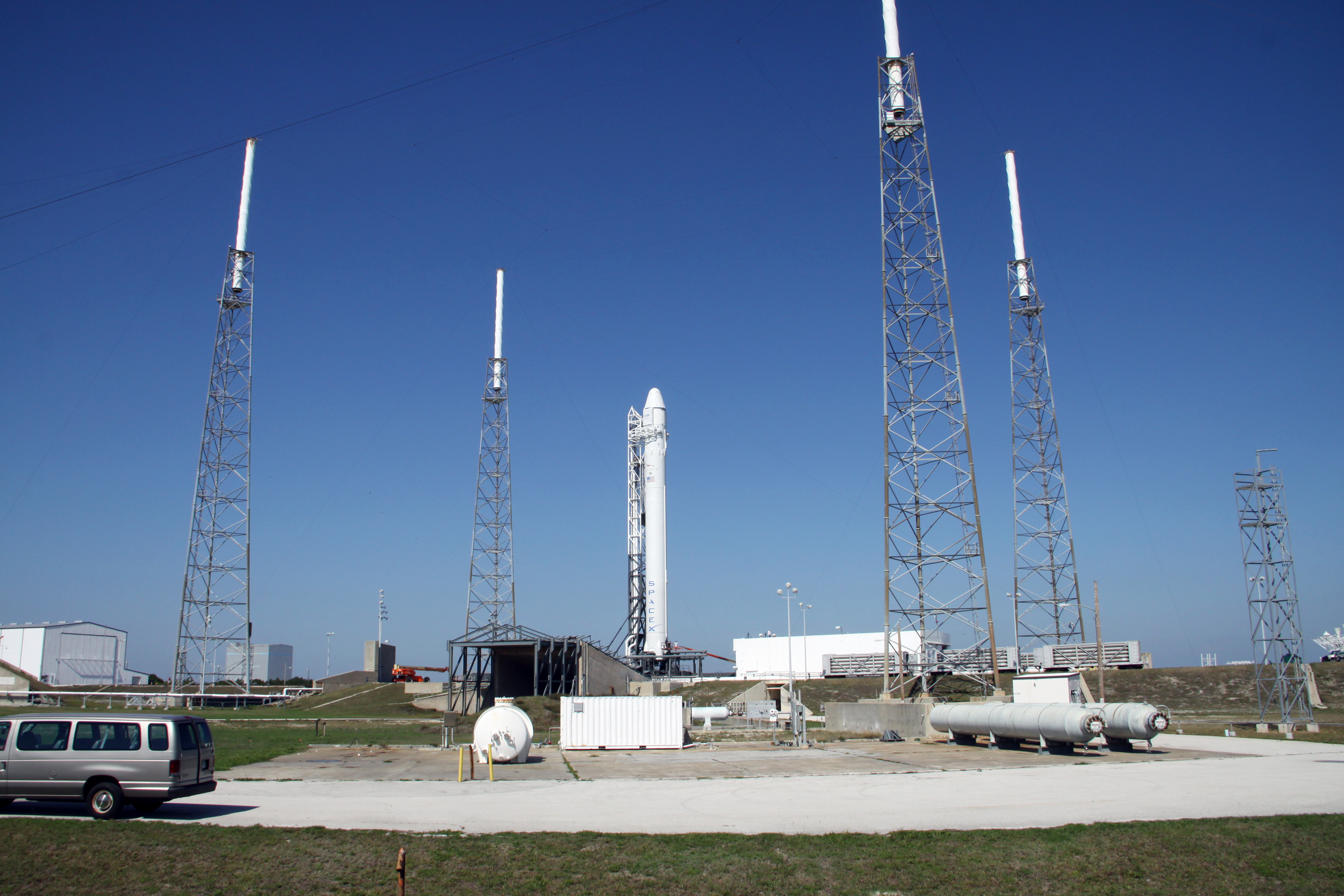
Стартовий комплекс SLC-40

- Мис Канаверал база ВПС США, стартовий комплекс SLC-40;
- Ванденберг, Каліфорнія, база ВПС США, стартовий комплекс SLC-4;
- Стартовий комплекс на території Космічний центр Кеннеді, Флорида — орендований у НАСА на 20 років ексклюзивного використання. Модернізується для майбутніх запусків ракет-носіїв Falcon 9 і Falcon Heavy;
- Власний стартовий комплекс SpaceX у Південному Техасі — Starbase;

У минулому SpaceX також використовувала Полігон протиракетної оборони ім. Рональда Рейгана, острова Омелек, для запуску своєї першої ракети-носія Falcon 1.

### Потужності з виробництва супутників
У січні 2015 року SpaceX анонсувала, що збирається вийти на ринок виробництва супутників та супутникового інтернету. Перший промисловий об'єкт цієї підгалузі площею 2800 м² з'явився в Редмонді, штат Вашингтон. У січні 2017 року був відкритий вже другий такий об'єкт, там же, площею 3774 м², він став лабораторією розробки та тестування супутників. У липні 2016 року SpaceX придбала креативний простір площею 740 м² в Ірвіні, штат Каліфорнія, щоб перетворити його центр розробки комунікацій супутників.

## Запуски та місії
SpaceX здійснила 5 запусків ракети Falcon 1, з яких лише останні два були вдалими. Після останнього запуску Falcon 1 у 2009 році компанія повністю перейшла до запусків Falcon 9, до яких згодом доєдналась Falcon Heavy. Станом на травень 2022 року, SpaceX здійснила 159 запусків цих ракет, 157 з яких були повністю успішними.

### Вибрані запуски
28 вересня 2008 року відбувся четвертий запуск ракети-носія Falcon 1, який виявився першим успішним запуском для компанії. На еліптичну орбіту на висоті від 500 до 700 кілометрів було доставлено масовий еквівалент корисного вантажу.
14 липня 2009 року — п'ятий запуск ракети-носія Falcon 1. На орбіту було успішно виведено комерційний супутник RazakSat, що належить Малайзії. Це був перший в історії повністю успішний політ ракети-носія на рідкому паливі, розробленої та створеної приватною компанією. Маса супутника становила — 180 кг, висота орбіти — 685 км, кут нахилу — 9°.
Перший важкий носій Falcon 9 був зібраний на мисі Канаверал 30 грудня 2008 року. Перший політ кілька разів відкладалося і відбувся 4 червня 2010 року зі стартового комплексу № 40 на мисі Канаверал, о 2:50 вечора EST Falcon 9 успішно досяг орбіти.
8 грудня 2010 року, о 15:43 GMT, у рамках програми COTS, як демонстраційний політ № 1, відбувся другий старт Falcon 9. Ракета успішно вивела космічний апарат Dragon на орбіту, який передав телеметричну інформацію, зійшов з орбіти та успішно приводнився на поверхню океану. Таким чином, SpaceX стала першою у світі неурядовою організацією, яка запустила орбітальний вантажний корабель та успішно повернула його назад на Землю. Було запущено макет Dragon без авіоніки, теплозахисного екрана, а також інших ключових елементів космічного апарата, він штатно повернувся на Землю після двох обертів навколо Землі.
Сьома комерційна місія до МКС була невдалою: 28 червня 2015 через 2 хвилини 19 секунд після запуску двигунів відбувся вибух ракети-носія.

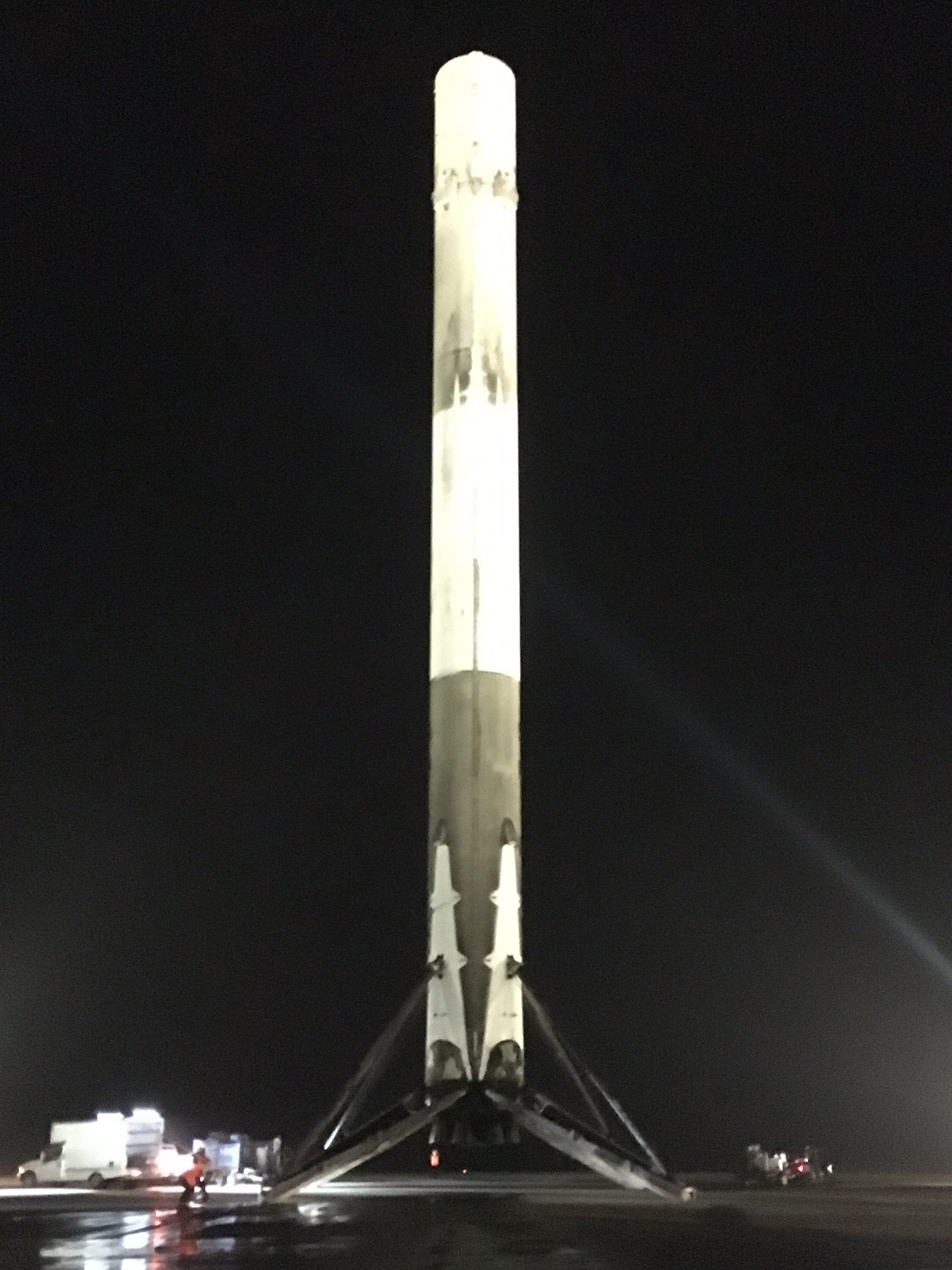
Falcon 9 після першого в історії успішного приземлення ракети

22 грудня 2015 року перший ступінь ракети-носія Falcon 9 FT, яка вивела на орбіту 11 супутників Orbcomm OG2, успішно здійснив посадку на спеціальний майданчик на мисі Канаверал. Це був перший в історії космонавтики запуск ракети-носія, яка вивела на орбіту корисне навантаження та здійснила м'яку посадку на землю. Це був останній запуск варіанту ракети-носія Falcon 9 v1.0.
8 квітня 2016 року, під час 10-го запуску космічного корабля Dragon у рамках місії CRS-8 після виведення на орбіту вантажного корабля Dragon 1-й ступінь Falcon 9 FT компанії SpaceX здійснила першу вдалу вертикальну посадку на плавучу платформу ASDS в Атлантичному океані. Посадка відбулась через 9 хвилин 10 секунд після запуску ракети.
13 січня 2022 року, о 17 годині 26 хвилин, ракета-носій Falcon 9 компанії SpaceX вивела у космос супутник «Січ-2-30» з мису Канаверал, штат Флорида (США).
3 січня 2023 року, у рамках місії Transporter-6 компанії SpaceX, на ракетоносії Falcon 9 з бази ВПС США на мисі Канаверал було запущено 114 супутників, серед яких були два українських супутники, а саме PolyITAN-HP-30 та EOS SAT-1.
1 грудня 2023 року, згідно з повідомленням агентства Associated Рress, Південна Корея запустила свій перший військовий супутник-шпигун. Космічний апарат був виведений ракетою-носієм Falcon 9 компанії SpaceX, запуск якої відбувся з каліфорнійської авіабази «Ванденберг».

### Inspiration4
16 вересня 2021 року о 3:02 за Київським часом, SpaceX запустив Inspiration4, першу в світі пілотовану космічну місію (двоє чоловіків та двоє жінок), до складу якої не входив жоден професійний космонавт. Ракетою-носієм для місії була Falcon 9 Block. Цей політ мав суто благодійну ідею: привернути увагу до дослідницької дитячої лікарні ім. Св. Юди. Зокрема, $100 млн пожертвував на лікарню Джаред Айзекман (засновник і керівник компанії Shift4 Payments), який повністю оплатив політ.

### Polaris Dawn
10 вересня 2024 року, о 5:23 ранку за місцевим часом (11:23 за Києвом), місія під назвою Polaris Dawn з чотирьох астронавтів стартувала в космос на кораблі Crew Dragon. Ракета-носій Falcon 9 була запущена з космодрому на мисі Канаверал у штаті Флорида (США). Космічний корабель Crew Dragon відокремився від верхнього ступеня Falcon 9 трохи більше ніж через 12 хв. після запуску, після чого успішно вийшов на початкову еліптичну орбіту з максимальною висотою (апогеєм) близько 1200 км та мінімальною (перигеєм) 190 км. Згідно плану, після другого дня перебування у космосі, корабель спустився приблизно до висоти 700 км, де залишатиметься доти, доки не виробить двигун і не повернеться на Землю. На цій висоті екіпаж на третій день виконає найважливішу частину місії — перший в історії комерційний вихід у відкритий космос. Командиром місії Polaris Dawn став мільярдер Джаред Айзекман, який і профінансував її. У вересні 2021 року він вже був у космосі, керувавши місією SpaceX Inspiration4. До нього приєдналися перші дві співробітниці SpaceX, інженери Сара Джилліс та Анна Менон, а також підполковник ВПС у відставці Скотт Потіт, який є пілотом місії.
12 вересня 2024 року, як повідомив ресурс Space.com, приватний екіпаж космічного корабля SpaceX у рамках місії Polaris Dawn здійснив вихід у відкритий космос. Це стало першим виходом у відкритий космос для непрофесійних астронавтів.
15 вересня 2024 року учасники місії Polaris Dawn успішно повернулися на Землю.

### SmallSat Rideshare
14 січня 2025 року ракета-носій Falcon 9 компанії SpaceX стартувала з бази Ванденберг у Каліфорнії. Політ відбувся у рамках програми SmallSat Rideshare з масового запуску малих супутників. Незабаром перший ступінь ракети-носія успішно повернувся на стартовий майданчик, а другий — вивів корисне навантаження (131 малий супутник) на сонячно-синхронну орбіту. Корисне навантаження включало десятки мікросупутників і кубсатів, серед яких були апарати для отримання зображень Землі, що належали індіанському стартапу Pixxel і уряду ОАЕ, а також Varda Space, і навіть «супутник для селфі».

## Розслідування діяльності
На початку 2023 року Федеральне управління цивільної авіації (FAA), після завершення розслідування стосовно порушення правил космічного старту, наклала на SpaceX штраф на суму $175 000. Згідно з повідомленням, влітку 2022 року аерокосмічна компанія Ілона Маска забула надіслати регулятору розрахунки безпеки. Як відомо, FAA вимагає від компаній, які займаються космічними запусками, підготовки та надання аналізів безпеки траєкторій ракети і розведення супутників на орбіті. У випадку з пілотованими космічними апаратами ймовірність зіткнення має становити 1 до 1 000 000, а з непілотованими — 1 до 100 000. Звіт мав був поданий до FAA не пізніше ніж за тиждень до старту, але 19 серпня 2022 року SpaceX перед запуском Falcon 9 подібного аналізу — не надала.
У березні 2024 року США почали розслідування проти SpaceX через використання Starlink російськими військовими.

## Цікаві факти
- З 2015 року у SpaceX проводяться міжнародні змагання транспортних капсул для Hyperloop. Станом на 2018 рік пройшли вже треті подібні змагання[162]. Там же у 2018 році був пробурений тестовий тунель Boring.
- 6 лютого 2018 року під час тестового польоту ракети Falcon Heavy на ГЦО було запущено власний автомобіль Tesla Roadster Ілона Маска[163].
- 13 січня 2022 року SpaceX вивели український супутник «Січ-2-30» за допомогою ракети Falcon 9 на сонячно-синхронну орбіту. Вартість запуску склала $1 млн. Згідно з планом, супутник має пропрацювати близько 5 років[164][165][166][167].
- 3 січня 2023 року SpaceX вивела в космос наносупутник TAN-HP-30, який створили українські вчені до 30-річчя Незалежності України[168]. Запис старту ракети-носія можливо подивитися на офіційній сторінці SpaceX на каналі You Tube[169].